# Aparício Carvalho
Aparício Carvalho de Moraes, ou apenas Aparício Carvalho, (Rio Bonito, 20 de abril de 1950) é um médico, jornalista e político brasileiro, outrora vice-governador de Rondônia.

## Dados biográficos
Filho de Aparício Vieira de Moraes e Dolly Carvalho de Moraes. Médico formado pela Universidade Federal do Amazonas em 1976, é especialista em Psiquiatria na Universidade Federal Fluminense e na Universidade do Sul da Califórnia. Chegou em Porto Velho em setembro de 1979 para trabalhar na Secretaria Municipal de Saúde na administração Sebastião Assef Valadares. Anos depois, presidiu a Associação Médica de Rondônia quatro vezes e também a Associação dos Servidores do Hospital de Base de Rondônia, além de uma pós-graduação em Medicina do Trabalho pelo Centro de Desenvolvimento em Administração em Saúde (CEDAS) do Rio de Janeiro.
Eleito suplente de vereador na capital rondoniense pelo PTB em 1988, exerceu o mandato por articulação política do prefeito Chiquilito Erse, sendo efetivado com a eleição de Marlene Gorayeb para deputada estadual em 1990, mesmo pleito onde Aparício Carvalho figurou como suplente de deputado federal, sendo efetivado após a cassação de Nobel Moura no final de 1993. Após ingressar no PSDB, foi eleito vice-governador de Rondônia na chapa de Valdir Raupp em 1994, em cujo governo foi secretário de Saúde, perdendo a eleição para senador em 1998.
Pai dos políticos Mariana Carvalho e Maurício Carvalho.